# مارك هيدلي
مارك هيدلي (بالإنجليزية: Mark Hedley)‏ هو قاضي بريطاني، ولد في 23 أغسطس 1946.